# 十津川村営バス
十津川村営バス（とつかわそんえいバス）は、奈良県吉野郡十津川村内で十津川村が運行する村営バスである。その運営方式は「十津川方式」と呼ばれ、コミュニティバスの先駆けとなった。運行は奈良交通十津川営業所に委託している。

## 概要
十津川村は東西33.4km、南北32.8km余りに及ぶ広い村であり、1963年（昭和38年）より公立学校の統廃合に伴い、通学を容易にするため、村内各地の集落と中心部（村役場や十津川温泉付近）を結ぶスクールバス（支線9路線）を運行した。その後、一般客も利用したいとの要望が増えたことから、1975年（昭和50年）11月に文部省・陸運局（それぞれ当時）の許可を得て、自家用自動車による有償運行（公共交通機関としての村営バス）を開始した。
しかしその規模の大きさから、村の職員だけでは運行管理や安全管理などの維持が困難を極めていた。そこで村内の国道168号線に幹線バスを走らせている奈良交通と2年間協議し、1980年（昭和55年）10月に村営バスの運行を委託した。委託開始にあたり需要を考慮し、奈良交通では初めてマイクロバス（いすゞ・ジャーニーQ）が導入された。
幹線バス（大和八木駅 - 本宮・新宮駅）は奈良交通直営、支線は十津川村営とし、支線の運行管理は奈良交通に委託している。そのため運転は奈良交通の運転士が担当するが、十津川村出身者・定住者を極力雇用することとしている。幹線バスと村営バスとの重複区間については、定期券・各種割引乗車券は共通で利用できる。

## 運行路線
各線とも（平均）3往復の運行で、幹線以外の区間は自由乗降となっている。
なお、カッコ内はこの停留所を経由しない便があること、斜字はこの停留所を終着とする便が運行されていることを意味する。
この他、沿線に点在する小中学校のスクールバスの運行も担当している。
国道線
- 沼田原 - 中谷 - 上野地
- 上野地 - 川津 - 杉清
- 上野地 - 川津 - （奥里） - 十津川村役場前 - 十津川温泉
- 十津川温泉→十津川村役場前→川津→杉清→川津→上野地（平日のみ運行、土日祝日運休）

沼田原－中谷間は、2011年の紀伊半島水害のため運休中である。
瀞八丁線・大野片川線
- 十津川温泉 -（那知合） - 十津川村役場前 - 大野出合 - 大野片川・（上葛川） - 下葛川 - （前久保谷） - 大渡 - （東野） - 瀞八丁
- 瀞八丁 - 玉置川（日祝日運休）
- 下葛川→大渡→瀞八丁→玉置川（日祝日運休）

瀞八丁－玉置川間は、十津川温泉－瀞八丁間を運行するバスがそのまま直通するが、運賃は通算されない。
上り1本が那知合経由で運行される。
東野バス停を経由する便は運行されていない。
那知合線
- 十津川温泉 - 那知合 - 十津川村役場前

2011年（平成23年）2月、那知合－十津川村役場前間を延伸。
上湯川線
- 十津川温泉 - 大檜曽 - 寺垣内（てらがいと）

西川線
- 十津川温泉 - 串崎 - （本串崎） - 菊屋前 - 松柱 - （今西） - 西中大谷橋 - （片川） - 迫西川（せいにしがわ） - （湯之野）
- 松柱→西中大谷橋（月・水・金曜日の平日のみデマンド運行）
- 菊屋前→今西→西中大谷橋（火・木曜日の平日のみデマンド運行）

国道425号を運行する路線。
十津川温泉→菊屋前・松柱・今西の区間便は、電話予約によるデマンド運行となっている。
本串崎を経由する便は1日1本のみ運行。
片川・湯之野は無人集落のためここを経由するバスは運行されていない。湯之野行きは迫西川止まりとして運行され、バスの行先も迫西川行きと表示される。
七色・本宮線
- 十津川温泉 - 桑畑隧道口 - 本二津野 - 七色 - 道の駅奥熊野 - 本宮大社前 - うらら館

十津川温泉 - 本二津野間は木曜日のみ運行（祝日運休）。
高森の郷線
- 十津川温泉 - （高森の郷） - 山手谷

毎週火曜日のみ運行。
果無（はてなし）線
- 十津川温泉 - 世界遺産石碑前 - 奥果無

果無山脈の麓へ向かう路線で、熊野古道小辺路へ行くことができる。2011年（平成23年）2月 運行開始。月曜日のみ運行（祝日運休）。
高滝線
- 十津川村役場 - 高滝下 - 奥高滝

月曜日のみ運行（祝日運休）。
武蔵線
- 十津川村役場 - 奥武蔵

2011年（平成23年）10月 - 運行開始。月曜日のみ運行（祝日運休）。
この路線は「野迫川村・十津川村地域公共交通活性化協議会」が主導し、先述の果無線・高滝線と共に交通空白地域解消を目的に開設された。
世界遺産予約バス
- ホテル昴の郷 - 十津川温泉 - 玉置神社

土・日・祝及び毎月11日・21日・31日運行（月末が30日の月は、31日分は翌月1日の運行）。
乗車の際は前日までに十津川村役場への電話予約が必要となる。

## 車両
2012年（平成24年）11月現在、合わせて21台の車両が在籍しており、路線によって就役車両が異なる。
また運行区間のほとんどが携帯電話の電波が通じない山間部にあたるため、全ての車両に防災行政無線が搭載されており、路線上で災害が発生した場合は道路管理者と常時連絡が取れる体制になっている。
内訳は以下の通り。
- 46人乗り（日野・レインボー） - 1台
- 29人乗り（日野・リエッセなど） - 10台
- 28人乗り - 5台
- 25人乗り - 1台
- 15人乗り（トヨタ・ハイエースなど） - 3台
- 8人乗り - 1台